# Квінт Сервілій Пріск Фіденат
Квінт Серві́лій Пріск Фі́денат (V — IV століття до н. е.) — відомий політичний та військовий діяч ранньої Римської республіки, військовий трибун з консульською владою (консулярний трибун) 402, 398, 395, 390, 388 і 386 років до н. е.

## Життєпис
Представник патриціанського роду Сервілієв. Син Квінта Сервілія Структа Пріска Фідената, диктатора 435 і 418 років до н. е.
У 402 році до н. е. Квінта Сервілія вперше було обрано військовим трибуном з консульською владою. На цій посаді з успіхом воював проти міста-держави Вейї. На допомогу останній прийшли племена капенів та фалісків. Внаслідок цього Квінт Сервілій разом з іншими військовими трибунами був змушений відступити.
У 398 році до н. е. його було вдруге обрано військовим трибуном з консульською владою. Тоді Квінт Сервілій воював проти капенів, фалісків, вольсків та міст Вейї й Фалерія. 
У 397 році до н. е. його було призначено інтеррексом для проведення коміцій.
У 395 році до н. е. його було втретє обрано військовим трибуном з консульською владою. Тут він знову продовжував боротьбу з містом Вейї, фалісками та капенами. Уся ця війна тривала з перемінним успіхом.
У 390 році до н. е. Квінта Сервілія вчетверте було обрано військовим трибуном з консульською владою. Разом з іншими трибунами того року брав участь у битві на річці Алія проти галів на чолі із Бренном. Тут римська армія зазнала тяжкої поразки.
У 388 році до н. е. його було вп'яте вибрано військовим трибуном з консульською владою. Він взяв участь у війні проти еквів та етрусків. 
386 року до н. е. Квінта Сервілія було вшосте обрано на посаду військового трибунам з консульською владою. Подальша його доля не відома.